# Trochilus
I Vessillari (Trochilus Linnaeus, 1758) sono il genere tipo della famiglia Trochilidae diffuso esclusivamente in Giamaica.

## Descrizione
Le specie di questo genere presentano un certo grado di dimorfismo sessuale, rispetto alle femmine infatti, i maschi presentano una colorazione in generale più verde e le rettrici più allungate, caratteristica dalla quale deriva il nome comune vessillari.

## Distribuzione e habitat
Le specie del genere Trochilus sono endemiche della Giamaica.

## Tassonomia
Comprende le seguenti specie:
- Trochilus polytmus Linnaeus, 1758 - vessillario beccorosso
- Trochilus scitulus (Brewster & Bangs, 1901) - vessillario becconero